# Cha-cha-cha (musique)
Cet article concerne le genre de musique. Pour la danse, voir Cha-cha-cha (danse). Pour les autres significations, voir Cha Cha Cha (homonymie).
Le cha-cha-cha (orthographié chachachá en espagnol) est un genre musical ayant émergé à Cuba,. On peut noter que les titres de chansons ou de morceaux de danse utilisent très souvent le terme raccourci « cha-cha ».  

## Histoire

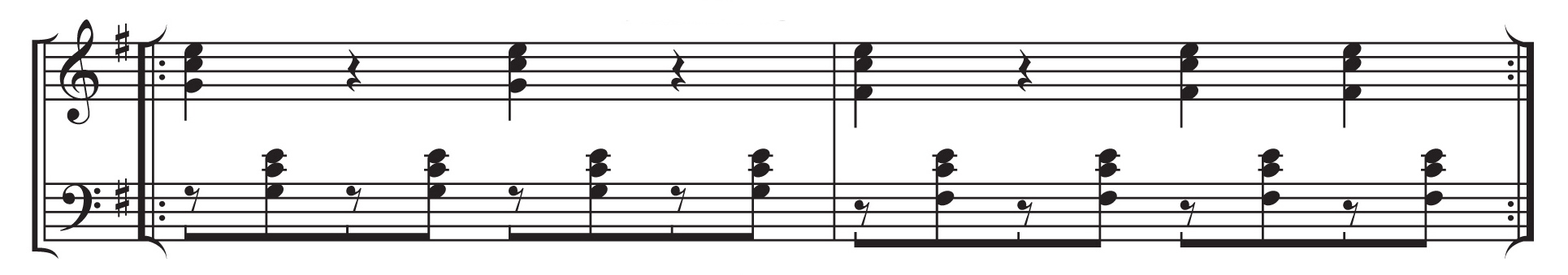
Cha-cha-cha au piano.

Le cha-cha-cha est un genre de musique cubaine dont la création est traditionnellement attribuée au compositeur et violoniste cubain Enrique Jorrín, qui a commencé ses études de violon au Conservatoire municipal de La Havane. Il a commencé sa carrière musicale en tant que violoniste dans l'orchestre de l'Institut national de musique, dirigé par González Mantici. Il rejoint l'orchestre de danzonera des Frères Contreras, en 1941 : il intègre ensuite l'orchestre d'Arcaño y Sus Maravillas, et au début des années 1950, il rejoint l'orchestre América de Ninon Mondéjar.
En 1948, Jorrín change le style d'une chanson du Mexicain Guty Cárdenas intitulée Nunca, en composant une partie séparée pour le trio ou montuno du danzón ; et, en 1951, il compose le célèbre cha-cha-cha La Engañadora. Jorrín, remarquant les difficultés des danseurs avec le modèle du danzón-mambo (les pas ne sont pas marqués sur le temps, mais sur la syncope), décide de composer des mélodies moins syncopées. Les arrangements de l'orchestre, quant à eux, utilisent toujours la syncope. Ce mélange – la mélodie sur le temps, et l'accompagnement sur le contretemps – est une caractéristique de ce nouveau genre, le cha-cha-cha. À son origine, il était également appelé triple mambo. D'ailleurs, il succède à la mode du mambo, mais devra affronter la concurrence du rock 'n' roll, de la bossa nova en 1958, puis de la pachanga en 1960.
Après La Engañadora, d'autres succès suivent : Antonio Sánchez (Yo sabía) ; Félix Reina (Angoa) ; Rosendo Ruiz (Rico vacilón, Los Marcianos) ; Rosendo Rosell (Calculadora) ; Richard Egües (El Bodeguero) ; Rafael Lay (Cero codazos). En 1961, Los Machucambos (France), ont connu le succès avec les cha-cha-cha Pepito (mi corazón) (repris par Bourvil) et Eso es el amor.
En 1953, Charles Telmage compose On the Desert Road, repris pour l'indicatif musical du générique de l'émission de la télévision française : La Séquence du spectateur vers 1960. Le groupe mi-folklorique, mi-variétés, Los Machucambos, à partir de 1959, chante plusieurs de ses grands succès sous forme de cha-cha-cha, tels que Pepito mi Corazón (repris par Bourvil, Patrick Sébastien ou Trini Lopez), Non monsieur, Otorrino Laringologo (chanson humoristique). De nombreux orchestres ou solistes, spécialisés dans les rythmes issus de la musique tropicale ou exotique en grande vogue au cours des années 1930 à 1960, reprirent en instrumental de nombreux succès de cha-cha-cha adaptés à la danse, en alternance avec les sambas, bailóns, boléros ou rumbas, tels que Sonora Santanera, Lecuona Cuban Boy, le pianiste Henry Leca et son ensemble, Eddie Warner, Edmundo Ros ou Xavier Cugat (One Mint Julep, Cha-cha Twist…).
Dans l'époque moderne, peu d'artistes enregistrent des albums comprenant uniquement des cha-cha-cha, mais des artistes de salsa ou des musiciens cubains continuent d'enregistrer parfois quelques cha-cha-cha sur leurs albums, ainsi que certains chanteurs de variétés (Jarabe de Palo par exemple). Des cha-cha-cha sortent régulièrement sur les ondes et continuent à avoir du succès sans que le public ne se doute que ce soit du cha-cha-cha. On peut citer par exemple Joe Jackson et son morceau Cha cha loco, Jennifer Lopez avec Cariño, Carlos Santana avec Smooth, Corazón espinado ou encore Pa' gozar du Spanish Harlem Orchestra.

## Danse associée

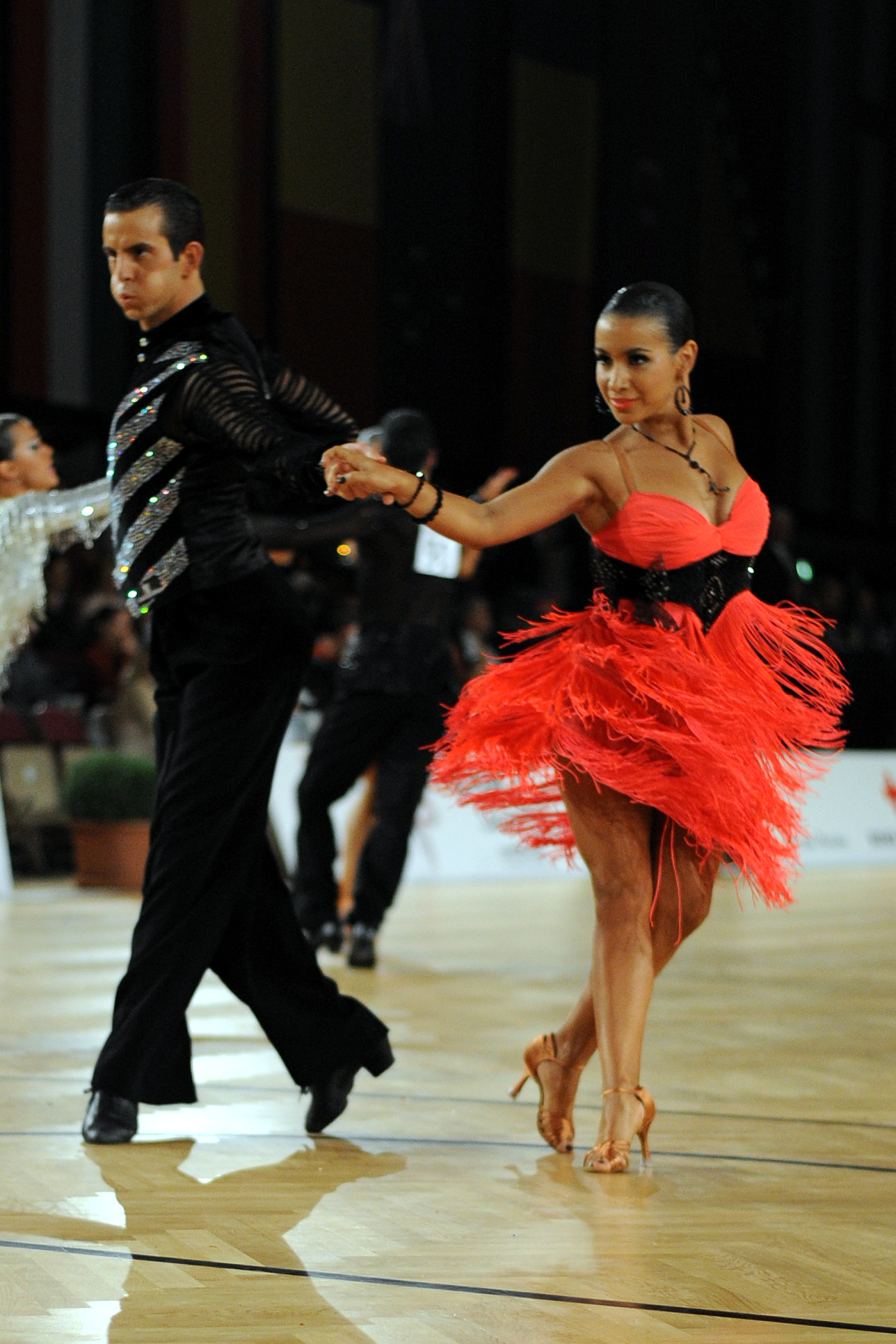
Danseurs de cha-cha-cha.

Le cha-cha-cha est aussi une danse, apparue en même temps que le genre musical. Cette danse est une danse relativement simple à apprendre, mais le pas de base est un petit peu plus compliqué que celui des danses apparentées (rumba, mambo, salsa...). Sa principale caractéristique réside en effet dans le chassé effectué sur le « quatre-et-un » du décompte de la danse. Comme dans toutes les danses latines, c'est le garçon qui guide la fille.
Le cha-cha-cha est une musique entraînante, qui se caractérise par un décompte original : on compte « deux-trois », « quatre-et-un », ce dernier correspondant au cha-cha-cha ayant donné son nom à cette danse. Le tempo du cha-cha-cha tourne le plus souvent autour de 100/120 BPM (pulsations à la minute). Pierre Lavelle, un professeur de danse anglais parti à Cuba, a simplifié les pas et appelé la danse cha-cha au lieu de cha-cha-cha.

## Artistes notables

### Chanteurs français
- Alain Souchon - Foule sentimentale ;
- André Claveau - Cerisiers roses et pommiers blancs ;
- Annie Cordy - Mon CRS ;
- Au Bonheur des Dames - Bebert le dromadaire, Coucouche panier ;
- Ben sa tumba & son orchestre - Banana (en espagnol), Coucouche ;
- Bob Azzam - Viens à Juan les pins ;
- Boby Lapointe - Léna ; Mon père et ses verres ;
- Boris Vian - Mozart avec nous, Le petit commerce ;
- Bourvil - Les rois fainéants, Les abeilles, Tatane, C'est du nanan, De fil en aiguilles, Je fais ce que tu veux, J'suis papa et j'suis dans l'coup, Kilimandjaro, La complainte du boucher, Le lait de Lolo, Ma Lulu ah! pourquoi donc ?, Notre amour est en grève, Passe-moi les crudités, Tchin tchin à ton cœur, Tout l'monde peut se tromper ;
- Carlos - Señor météo, Cha Cha Chaud (Cuéntame) ;
- Charlotte Julian - La cerise, Le cul sur la commode ;
- Charly Oleg et le Professeur Choron - Noël c'est formidable ;
- Dalida - Itsi bitsi petit bikini (également repris par Richard Anthony, Dario Moreno, Johnny Hallyday, Maurice Larcange, André Verchuren), The Cha Cha Cha (adaptation de Bobby Ridell) ;
- Dan McCrolle - Viens mon petit bonbon ;
- Dany Brillant - Y a qu'les filles qui m'intéressent ; Redonne-moi ma chance ; Le rat ;
- Dario Moreno : Amor, amor, amor, Corps à corps, Quand elle danse (également repris par Patrick Sébastien - Quand Bourvil et la cochonne dansent), Quizás, quizás, quizás (espagnole) ;
- Didier Bénureau - Le cha-cha-cha de maman ;
- Didier Gustin et Sandrine Alexi - Kicekidi ? ;
- Elli Medeiros - A bailar Calypso (il s'agit bien d'un chacha et non d'un calypso, Calypso étant le prénom de sa fille) ;
- Éric Morena - Oh ! Mon bateau, Ramon et Pedro ;
- Françoise Hardy - Comment te dire adieu ;
- Gérard Blanchard - Sardine (Quizás) ;
- Gil Cassan - La voisine ;
- Henri Salvador Faut rigoler, Dracula Cha Cha, Allo brigitte babylone (également repris par Norman Maine), Dialogue de glace ;
- Hubert-Félix Thiéfaine - Lorelei sebasto cha (1982) ;
- Jack Ary - Les tomates, Cha Cha Cha des petites secrétaires, les coiffeurs
- Jacques Hélian et son orchestre - Cha-cha-cha des thons (également repris par Carlos, Jean-Noël Dupré, Zoé Cliff) ;
- Jean Constantin - Le pacha (Shah Shah Persan), Le français moyen, Les pantoufles à papa, Le cha cha du cœur, Ton the t'as-t'Il ote ta toux ?, Le cacao ;
- Julie Pietri - Magdalena ;
- Léopold Nord et Vous - On en a marre ;
- L'Affaire Louis' Trio - Tout mais pas ça, Chic Planète (dans une moindre mesure) ;
- Le Grand Orchestre du Splendid - Zigloo cha cha ;
- Les Astiaous - Piranhas ;
- Les Charlots - Les cha cha typiques ;
- Les Coco-girls - Fais moi du Chachacha ;
- Les Djinns - Les criquets ;
- Les Rita Mitsouko - Marcia Baïla ;
- Lilicub - Voyage en Italie ;
- Louis Chedid - T'as beau pas être beau, Le Chacha de l'insécurité ;
- Luis Mariano C'est magnifique ;
- Malo Malo - Les p'tits nénés ;
- Marcel Amont - Le plus beau tango du monde (il s'agit bien d'un cha-cha et non d'un tango comme dans la version originale d'Allibert) ;
- Marcel Zanini - Tu veux, ou tu veux pas ;
- Mario Jacques - Autoroute A6 ;
- Mario Bua - Cha Cha Chacrilèges ;
- Niagara - L'Amour à la plage ;
- Nino Ferrer - Arriba Santana, Marcel et Roger ;
- Odeurs - Le cri du kangourou ;
- Pascal Parisot - Que je sache (Quizas) ;
- Philippe Risoli - Cuitas Les Bananas (reprise de One Mint Julep) ;
- Pierre et Marc Jolivet - Le fils d'Hitler ;
- Pierre Vassiliu - Les grillons ;
- Renaud - Eun' goutt' ed' jus ;
- Robert Charlebois - Conception ;
- Roland Giraud - Dites, ça vous dirait... avec moi ? ;
- Sacha Distel Allez donc vous faire bronzer, Monsieur Cannibale, Scandale dans la famille (également repris par Les Surfs et Trini Lopez) ;
- Serge Gainsbourg - Cha cha cha du loup ;
- Stan & Pipou - Capitan Fernando ;
- Sttellla - Les tartines ;
- Vanessa Paradis - Joe le taxi ;

### Variété internationale
- Bobby Rydell - The Cha-Cha-Cha, Sway (également repris par Michael Bublé, Pussy Cat Dolls) ;
- Brenda Lee - Sweet Nothin's ;
- Ben Harper - "How many miles must we march" ;
- Brian Hyland - Itsy Bitsy Tennie Weenie Yellow Polkadot Bikini ;
- Les Chakachas - Eso es el amor ;
- The Cousins : Fuego (face B de Kili Watch), Aye Lula, Dale Que Dale ;
- The Drifters  - Sweets for My Sweet ;
- Eddie Hodges - I'm Gonna Knock on Your Door ;
- Grand Kalle et l'African Jazz - Indépendance Cha Cha ;
- Jennifer Lopez - Let's Get Loud ;
- Juan Montego & The Kingston Orchestra - On the Desert Road ;
- Kid Creole and the Coconuts - Pepito ;
- Machito - LP Asia minor ;
- Matt Bianco - Cha Cha Cuba ;
- Manhattan Transfer - The Speak Up Mambo (Cuentame) ;
- Orquesta Aragón - Cha Cuba, Que rico vacilon (également repris par Rubén González) ;
- Paul Anka - Dance on Little Girl, Tonight My Love Tonight ;
- Peggy Lee - C'est magnifique ;
- Pérez Prado - Corazon De Melon ;
- Pink Martini - Donde Estas Yolanda ;
- Pete Terrace (voir sa discographie qui contient de nombreux cha-cha-cha dont l'album Dance Percussion Around the World Cha Cha Cha) ;
- Santana - Smooth, Corazon Espinado ;
- Sarah Vaughan - Smooth Operator
- Willy DeVille - Hey Joe ;
- Marc Anthony - Dìmelo (version anglaise : I need to know) ;
- Joe Jackson - Cha cha loco (1984) ;